# Mika Laitinen
Mika Antero Laitinen, finski smučarski skakalec, * 5. april 1973, Kuopio, Finska.
Največ uspehov je dosegel kot član finske skakalne ekipe. Bil olimpijski ekipni prvak na igrah v Albertvillu leta 1992 na veliki skakalnici, dvakrat svetovni prvak leta 1995 in 1997 na veliki in bronast na mali skakalnici.
Njegova najboljša sezona je bila 1995/96, ko je v svetovnem pokalu osvojil 6. mesto.

## Dosežki

### Zmage
| Sezona  | Država/Prizorišče |
| ------- | ----------------- |
| 1995/96 | Lillehammer       |
| 1995/96 | Planica (K-120)   |
| 1995/96 | Predazzo          |
| 1995/96 | Oberhof           |
| 1995/96 | Oberstdorf        |